# Martanesh
Martanesh is na de gemeentelijke herinrichting van 2015 een deelgemeente (njësitë administrative përbërëse) van de Albanese stad (bashkia) Bulqizë. Martanesh bestaat uit de kernen Gjon, Krastë, Lenë, Mëlcu, Ndërfushas, Peshk, Stavec en Val.
De bevolking leeft er van de mijnbouw (met name in Krastë) en van de landbouw. Martanesh is bekend om de berggeit die door de boeren gehouden wordt. Deze geit, die enkel hier voorkomt, heeft een roodharige vacht.

## Bevolking
Volgens de volkstelling van 2011 telt de deelgemeente Martanesh 1.844 inwoners; een halvering vergeleken met 3.540 inwoners in het jaar 2001. De meeste inwoners zijn etnische Albanezen.
Van de 1.844 inwoners zijn er 404 tussen de 0 en 14 jaar oud, 1.220 inwoners zijn tussen de 15 en 64 jaar oud en 212 inwoners zijn 65 jaar of ouder.

#### Religie
De meerderheid van de bevolking behoort tot het bektashisme. Een grote minderheid is islamitisch/soennitisch. Al met al vormen moslims gezamenlijk zo'n 91,5 procent van de bevolking.
| Plaats    | Bevolking (2011) | Islam (%)  | Katholiek (%) | Orthodox (%) | Bektashisme (%) |
| --------- | ---------------- | ---------- | ------------- | ------------ | --------------- |
| Martanesh | 1.836            | 756 41,18% | 7 0,38%       | 2 0,11%      | 925 50,38%      |

Verder leven er een klein aantal katholieken en slechts twee inwoners behoren tot de Albanees-Orthodoxe Kerk.